# Matwijowce
Matwijowce (ukr. Матвіївці) – wieś na Ukrainie  w obwodzie tarnopolskim, w rejonie krzemienieckim.